# Décès en 1343
Décès
- 1339
- 1340
- 1341
- 1342
- 1343
- 1344
- 1345
- 1346
- 1347

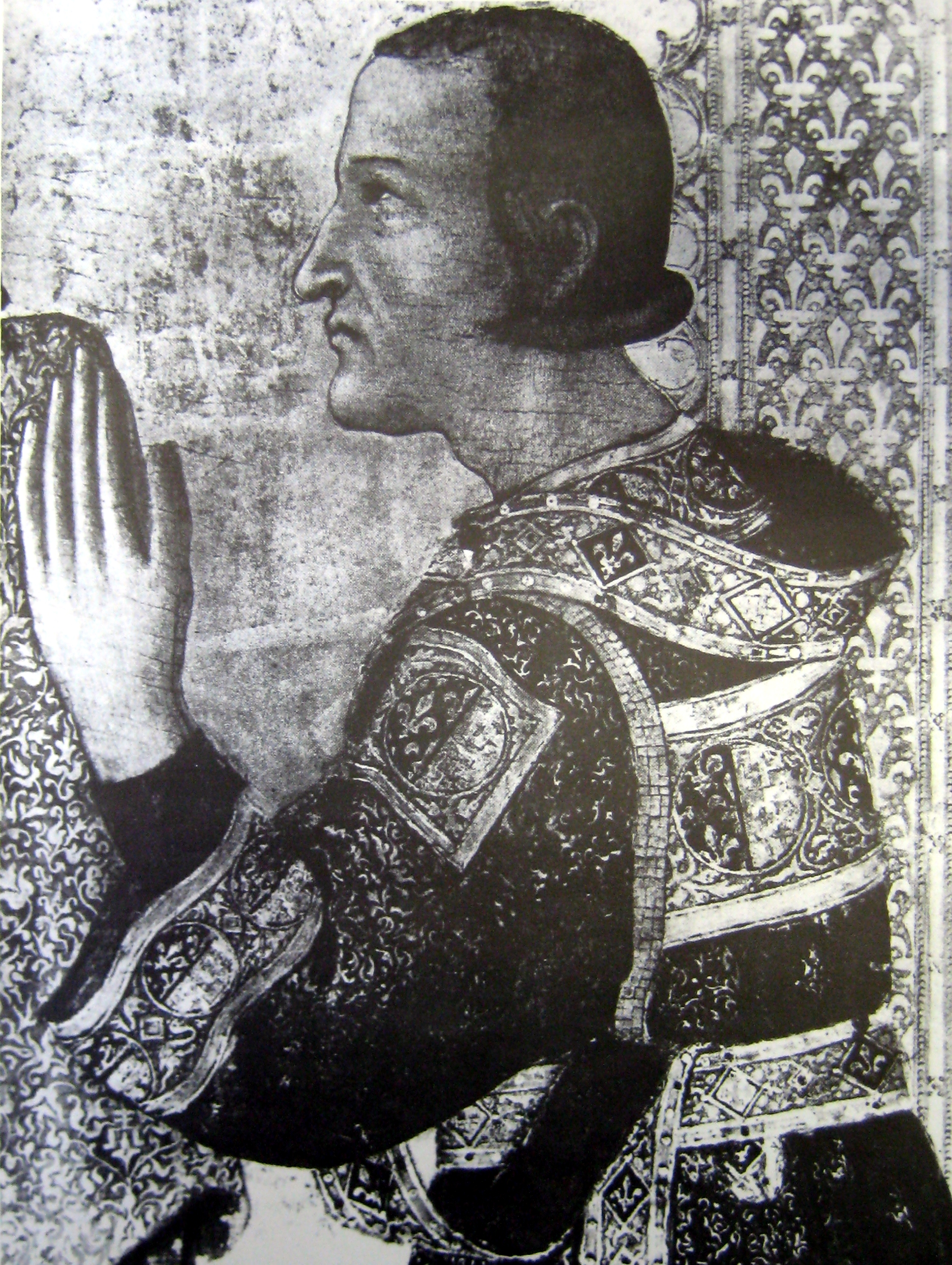
Robert Ier de Naples, mort en 1343.

Cette page dresse une liste de personnalités mortes au cours de l'année 1343 :
- 20 janvier : Robert Ier de Naples[1], roi de Naples et comte de Provence.
- entre le 1er mars : Rodolphe IV de Neuchâtel, seigneur de Neuchâtel.
- 29 mai : Francesco I Manfredi, condottiere italien, seigneur de Faenza en Émilie-Romagne.
- 2 juin : Andrea Ghilini, cardinal italien.
- 22 juin[2] : Aymon de Savoie, comte de Savoie, d'Aoste et de Maurienne.
- 23 juin : Giacomo Stefaneschi, cardinal italien.
- 27 juin : Leopold von Egloffstein, prince-évêque de Bamberg.
- 7 août :  Foucaud de Rochechouart, évêque de Noyon.
- 23 septembre : Philippe III le Bon, aussi appelé Philippe d'Évreux, comte d'Évreux de 1319 à 1343 et roi de Navarre de 1328 à 1343, fils de Louis de France et de Marguerite d'Artois, neveu du roi de France Philippe IV le Bel.
- 26 septembre : Gaston II de Foix-Béarn, comte de Foix, vicomte de Béarn (sous le nom de Gaston IX), de Marsan, coprince et viguier d'Andorre.
- 10 octobre : Jean d'Arménie-Lusignan, connétable d'Arménie.
- 12 octobre : Renaud II de Gueldre, duc de Gueldre et comte de Zutphen.
- 13 décembre : Hasan Kûtchek, fondateur de la courte dynastie des Chupanides.

- Olivier IV de Clisson, noble breton.
- Anseau de Joinville, chroniqueur de Saint Louis, sire de Joinville et maréchal de France.
- Gérard de La Garde, cardinal français.
- Henri II de Nassau, comte de Nassau-Siegen, de Nassau-Ginsberg et de Nassau-Dillenbourg
- Albert IV de Saxe-Lauenbourg, duc de Saxe-Lauenbourg.
- Corrado I Trinci, condottiere italien et seigneur de Foligno.
- Ke Jiusi, peintre et calligraphe de la dynastie Yuan.

## Crédit d'auteurs
- Cet article est partiellement ou en totalité issu de l'article intitulé « 1343 » (voir la liste des auteurs).